# 大城石農
大城 石農（おおぎ せきのう、男性、生没年不詳）は、江戸時代後期の日本の画家・篆刻家である。
名は養、字は君頥、石農は号で他に繍水・松筠館・風道人など。通称源四郎。長崎の人。

## 略伝
画を渡辺秀実（1778年 - 1830年）に学んで写生を好み、篆刻は源伯民に私淑して自ら学び各地に遊歴して売印生活をした。小曽根乾堂の篆刻の師となる。筑前にて客死。文献により没年は天保2年（1831年）以降である。